# Skoki do wody na Letnich Igrzyskach Olimpijskich 1924 – skoki standardowe i dowolne z wieży mężczyzn
Skoki standardowe i dowolne z wieży mężczyzn były jedną z konkurencji w skokach do wody na Letnich Igrzyskach Olimpijskich 1924. Zawody odbyły się w dniach 14-15 lipca. W zawodach uczestniczyło 25 zawodników z 10 państw.

## Wyniki

### Runda 1
Trzech zawodników z najmniejszą liczbą punktów z każdej grupy awansowało do finału.
Grupa 1
| Miejsce | Zawodnik            | Punkty | Wynik |
| ------- | ------------------- | ------ | ----- |
| 1       | Dick Eve            | 13,5   | 157   |
| 2       | Pete Desjardins     | 13,5   | 155   |
| 3       | Raymond Vincent     | 17     | 155   |
| 4       | Erik Adlerz         | 17,5   | 151   |
| 5       | Yrjö Valkama        | 19,5   | 150   |
| 6       | Albert Dickin       | 25,5   | 141   |
| 7       | Sven Palle Sørensen | 38     | 125   |
| 8       | Albert Van Heymbeek | 41     | 118   |
| 9       | Francisco Ortiz     | 41,5   | 117   |

Grupa 2
| Miejsce | Zawodnik          | Punkty | Wynik |
| ------- | ----------------- | ------ | ----- |
| 1       | Arvid Wallman     | 8,5    | 165   |
| 2       | Clarence Pinkston | 10     | 157   |
| 3       | Albert Knight     | 12     | 156   |
| 4       | Volmer Otzen      | 22     | 137   |
| 5       | Georges Garreau   | 27     | 127   |
| 6       | Hugo Koivuniemi   | 28     | 123   |
| 7       | Henk Lotgering    | 32,5   | 116   |
| 8       | Antonio Tort      | 40     | 90    |

Grupa 3
| Miejsce | Zawodnik       | Punkty | Wynik |
| ------- | -------------- | ------ | ----- |
| 1       | Harold Clarke  | 9      | 162   |
| 2       | Ben Thrash     | 17     | 146   |
| 3       | John Jansson   | 17     | 144   |
| 4       | Émile Dauvet   | 19,5   | 147   |
| 5       | Herold Jansson | 21     | 141   |
| 6       | Jussi Elo      | 21,5   | 141   |
| 7       | Santiago Ulio  | 36     | 102   |
| 8       | Henk Hemsing   | 39     | 94    |

### Finał
| Miejsce | Zawodnik          | Punkty | Wynik |
| ------- | ----------------- | ------ | ----- |
| 1       | Dick Eve          | 13,5   | 160   |
| 2       | John Jansson      | 14,5   | 157   |
| 3       | Harold Clarke     | 15,5   | 158   |
| 4       | Ben Thrash        | 23,5   | 145   |
| 5       | Raymond Vincent   | 26,5   | 144   |
| 6       | Pete Desjardins   | 28     | 141   |
| 7       | Albert Knight     | 31     | 137   |
| 8       | Arvid Wallman     | 31,5   | 136   |
| 9       | Clarence Pinkston | 41     | 125   |